# 砖家
砖家是中华人民共和国流行的一种网络词汇，主要指发表长篇大论却没有真才实学又不想承担责任的人，也用于普通群众对于一些政策感到不满，对推动这些政策的专家的称呼。砖家常常与叫獸联合使用，一般是中国资本主义市场无序化，缺少官方监管的产物。

## 事件
- 2021年5月31日，中原集团主席施永青发表文章《如何解决生育率不断下降的问题》。在文章中，施永青提到生育两个孩子后，才可以有权使用避孕产品。批评人士认为施永青的言论是把普通老百姓当成了听话的动物，称其为“中共砖家”。[1]

## 官方引用
- 2021年5月21日，新华社发文《随手抓涨停？“砖家”带你飞？你正掉入血本无归的陷阱》，提醒股民警惕所谓的“专家”，防止上当受骗。[2]